# Hypognatha ica
Hypognatha ica Levi, 1996 è un ragno appartenente alla famiglia Araneidae.

## Etimologia
Il nome della specie deriva dalla località brasiliana di rinvenimento: Santo Antônio do Içá

## Caratteristiche
L'olotipo maschile rinvenuto ha dimensioni: cefalotorace lungo 1,35mm, largo 1,06mm; opistosoma lungo 2mm, largo 2,1mm.

## Distribuzione
La specie è stata reperita in Brasile: a Santo Antônio do Içá, comune dello stato di Amazonas.

## Tassonomia
Al 2014 non sono note sottospecie e dal 1996 non sono stati esaminati nuovi esemplari.